# Creodonta
Ordre
Les Créodontes (Creodonta) sont un ordre éteint de mammifères placentaires laurasiathériens. Ils ont vécu du Paléocène au Pliocène. Prédateurs terrestres les plus dominants de 63.3 à 11,1 millions d'années, ils ont été remplacés dans l'occupation de leur niche écologique par l'ordre des Carnivores (félidés, canidés, etc.) dont ils sont très proches, car partageant un ancêtre commun.

## Description physique
Bien que partageant un ancêtre commun avec les Carnivores, ils s'en différenciaient par leur morphologie. Leur cerveau était plus petit et l'enveloppe osseuse de l'oreille moyenne était absente. Leurs dentures étaient également différentes. Chez les créodontes, la première ou la deuxième molaire supérieure et la deuxième ou la troisième molaire inférieure formaient les dents carnassières tranchantes alors que, chez les carnivores, ce sont la quatrième pré-molaire supérieure et la première molaire inférieure qui jouent ce rôle. Ils ont cependant en commun des canines développées et des griffes puissantes.

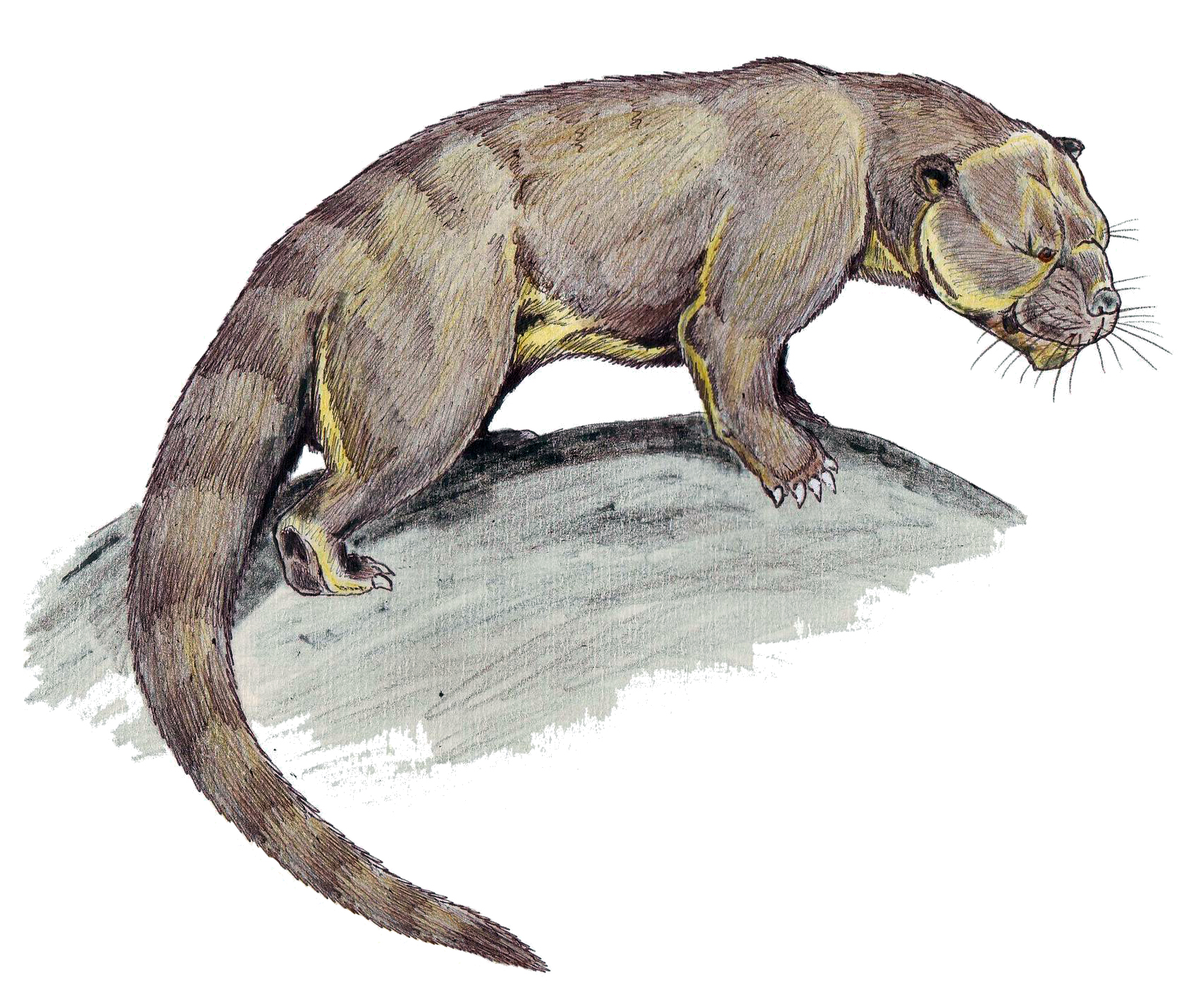
Patriofelis.

## Liste des familles
- † Hyaenodontidae
- † Oxyaenidae

Il existe environ 50 genres connus de créodontes classés en deux familles : 
- les Oxyaenidae, qui ont habité l'Asie et l'Amérique du Nord ;
- et les Hyaenodontidae, qui ont peuplé l'Amérique du Nord, l'Eurasie et l'Afrique.

Les Oxyaenidae sont apparus à la fin du Paléocène et ont surtout abondé à l'Éocène. Ils étaient caractérisés par une large mâchoire et un énorme crâne. La première et la deuxième molaires étaient très développées. Ils ressemblaient, quant à la silhouette, à nos mustélidés d'aujourd'hui.
Les Hyaenodontidae sont les plus connus des créodontes. Ils sont apparus à l'Éocène inférieur et ont été abondants pendant toute l'ère tertiaire. Ils se caractérisaient par une mâchoire allongée comme celles des hyènes actuelles (avec cependant une denture différente). Ce sont les plus gros représentants des créodontes. Megistotherium est le plus grand carnivore terrestre connu. Il avait la taille du bison et son crâne était deux fois plus long que celui d'un tigre (Andrewsarchus, un omnivore de l'Éocène, était encore plus gros mais s'apparente plus à l'ordre des Cetartiodactyla Cetancodontamorpha). Le plus connu des Hyaenodontidae est Hyaenodon, qui pouvait atteindre deux mètres de haut et dont les fossiles sont communs partout dans le monde.

## Histoire
Les créodontes sont apparus à la fin du Paléocène et ont été les prédateurs dominants pendant tout l'Éocène et l'Oligocène. Ils ont peuplé sous plusieurs formes l'Amérique du Nord, l'Eurasie, l'Afrique du Sud et leur taille a varié de celle d'une loutre à celle d'un bison. Au Miocène, ils ont peu à peu été supplantés par les carnivores, plus intelligents et plus spécialisés. Leur dernier représentant connu, le Dissopsalis (en), a disparu il y a 8 Ma.
Les raisons de leur extinction complète sont inconnues.